# Daily Mirror Trophy 1964
Daily Mirror Trophy 1964 je bila prva neprvenstvena dirka Formule 1 v sezoni 1964. Odvijala se je 14. marca 1964 na dirkališču Snetterton Motor Racing Circuit.

## Dirka
| Poz | Št | Dirkač             | Moštvo                      | Konsturktor         | Krogi | Čas/Odstop              | Št. m. |
| --- | -- | ------------------ | --------------------------- | ------------------- | ----- | ----------------------- | ------ |
| 1   | 14 | Innes Ireland      | British Racing Partnership  | BRP-BRM             | 35    | 1:12:53,4               | 17     |
| 2   | 20 | Jo Bonnier         | Rob Walker Racing Team      | Cooper-Climax       | 35    | + 20,0 s                | 6      |
| 3   | 9  | Bruce McLaren      | Cooper Car Company          | Cooper-Climax       | 35    | + 1:03,0                | 4      |
| 4   | 11 | Phil Hill          | Scuderia Centro Sud         | BRM                 | 35    | + 1:36,2                | 8      |
| 5   | 17 | Chris Amon         | Reg Parnell (Racing)        | Lotus-BRM           | 33    | +2 kroga                | 9      |
| 6   | 25 | Jackie Epstein     | Epstein-Eyre Racing Team    | BRM                 | 32    | +3 krogi                | 14     |
| 7   | 26 | André Pilette      | Equipe Scirocco Belge       | Scirocco-Climax     | 31    | +4 krogi                | 16     |
| Ods | 18 | Peter Revson       | Revson Racing (America)     | Lotus-BRM           | 23    | Trčenje                 | 11     |
| Ods | 19 | Ian Raby           | Ian Raby (Racing)           | Brabham-BRM         | 22    | Trčenje                 | 12     |
| Ods | 2  | Peter Arundell     | Team Lotus                  | Lotus-Climax        | 22    | Menjalnik               | 3      |
| Ods | 5  | Jack Brabham       | Brabham Racing Organisation | Brabham-Climax      | 21    | Motor                   | 5      |
| Ods | 1  | Jim Clark          | Team Lotus                  | Lotus-Climax        | 19    | Vžig                    | 1      |
| Ods | 16 | Mike Hailwood      | Reg Parnell (Racing)        | Lotus-BRM           | 16    | Motor                   | 18     |
| Ods | 15 | Trevor Taylor      | British Racing Partnership  | Lotus-BRM           | 12    | Motor                   | 7      |
| Ods | 3  | Graham Hill        | Owen Racing Organisation    | BRM                 | 7     | Trčenje                 | 2      |
| Ods | 23 | Jock Russell       | Jock Russell                | Lotus-Climax        | 6     | Motor                   | 15     |
| Ods | 22 | Bernard Collomb    | Bernard Collomb             | Lotus-Climax        | 5     | Motor                   | 13     |
| DNS | 12 | Giancarlo Baghetti | Scuderia Centro Sud         | BRM                 |       | Motor                   | (10)   |
| WD  | 4  | Richie Ginther     | Owen Racing Organisation    | BRM                 |       | Nepripravljen dirkalnik | -      |
| WD  | 6  | ?                  | Brabham Racing Organisation | Brabham-Climax      |       | Umik                    | -      |
| WD  | 7  | ?                  | Scuderia Ferrari            | Ferrari             |       | Umik                    | -      |
| WD  | 8  | ?                  | Scuderia Ferrari            | Ferrari             |       | Umik                    | -      |
| WD  | 10 | ?                  | Cooper Car Company          | Cooper-Climax       |       | Umik                    | -      |
| WD  | 21 | Bob Anderson       | DW Racing Enterprises       | Brabham-Climax      |       | Brez dirkalnika         | -      |
| WD  | 24 | Graham Eden        | Graham Eden                 | Cooper Arden-Climax |       | Nepripravljen dirkalnik | -      |